# بیسیچ
بیسیچ (به انگلیسی: Beseech) یک گروه موسیقی گوتیک متال اهل بوروس، سوئد است. این گروه در سال ۲۰۰۶ میلادی منحل شد و دوباره با تغییرات اساسی در اعضای آن در اواخر سال ۲۰۱۳ میلادی به عرصه موسیقی بازگشت.

## اعضای کنونی
- Robert Vintervind – گیتار (۲۰۰۶-۱۹۹۲) (۲۰۱۳-کنون)
- Klas Bohlin – گیتار و خواننده پشتیبان (۲۰۰۳-۱۹۹۲)، خواننده (۲۰۱۳-کنون)
- Manne Engström – گیتار (۲۰۰۶-۲۰۰۴) (۲۰۱۳-کنون)
- Angelina Sahlgren Söder – خواننده (۲۰۱۳-کنون)
- Johan Örnborg – گیتار بیس (۲۰۱۳-کنون)
- Håkan Carlsson – درامز (۲۰۱۳-کنون)

## اعضای پیشین
- Erik Molarin – خواننده (۲۰۰۶-۲۰۰۱)
- Lotta Höglin – خواننده (۲۰۰۶-۲۰۰۰)
- Jonas Strömberg – درامز (۲۰۰۶-۱۹۹۹)
- Daniel Elofsson – گیتار بیس (۲۰۰۶-۱۹۹۹)
- Mikael Back – سینث‌سایزر (۲۰۰۶-۱۹۹۷)
- Jörgen Sjöberg – خواننده (۱۹۹۸-۱۹۹۲) (۲۰۰۱-۱۹۹۹)
- Nicklas Svensson – درامز (۱۹۹۹-۱۹۹۸)
- Andreas Wiik – گیتار بیس (۱۹۹۸-۱۹۹۴)
- Morgan Gredåker – درامز (۱۹۹۸-۱۹۹۲)
- Anna Andersson – سینث‌سایزر و خواننده (۱۹۹۶-۱۹۹۴)
- Tony Lejvell – گیتار بیس (۱۹۹۴-۱۹۹۲)

## ترانه‌شناسی

### نسخه‌های آزمایشی
- گونه کوچک‌تر شیطان (۱۹۹۲)
- فصل آخر (۱۹۹۴)
- اشک‌ها (۱۹۹۵)
- آن‌سوی آسمان‌ها (۲۰۰۱)

### آلبوم‌های استودیویی
- ...از یک قلب درحال خونریزی (۱۹۹۸)
- احساسات سیاه (۲۰۰۰)
- بزرگ‌راه ارواح (۲۰۰۲)
- درام (۲۰۰۴)
- روزهای بی آفتاب (۲۰۰۵)

### نماهنگ‌ها
- «رویاهای انسانی» (۲۰۰۰)
- «بین خطوط» (۲۰۰۲)
- «داخل کوچه» (۲۰۰۵) (نماهنگ روی یوتیوب)
- «بده من! بده من! بده من!» (اجرای زنده در سال ۲۰۰۶ میلادی)